# Ривијера
Ривијера (итал. Riviera) италијанска је ријеч која на српском значи „приморје”, а изведена је из латинске ријечи ripa, преко лигурске ријечи rivea. Термин је постао други назив за обалу Лигурије, у облику riviera ligure, а затим скраћено riviera. Постоје два подручја која су позната као Ривије без додатних квалификација:
- Италијанска ривијера, дио обале Италије и
- Француска ривијера, дио јужне обале Француске

Ривијера може представљати било коју обалу, нарочито сунчану, топографски разнолику и популарну међу туристима. Међу познатије Ривијере спадају:

## Африка
- Египатска ривијера, источна обала Египта

## Америке

### Мексико
- Ривијера Маја, карипска обала Јукатана
- Мексичка ривијера, југозападна обала Мексика, укључујући Акапулко

### Сједињене Америчке Државе
- Калифорнијска ривијера, Санта Барбара (Калифорнија)[1][2]
- Флоридска ривијера, Мајами Бич.[3]
- Масачусетска ирска ривијера, Јужна обала (Масачусетс).[4]

## Азија
- Кинеска ривијера, приморска регија Џухаја
- Турска ривијера, југозападна обала Турске

## Европа

### Западна
- Енглеска ривијера, надимак за Торбеј[5]
- Француска ривијера, позната као Côte d'Azur
- Италијанска ривијера, позната као Лигурска ривијера
- Португалска ривијера, позната као Costa do Estoril

### Јужна
- Атинска ривијера, атинска обала Саронског залива

### Источна
- Албанска ривијера
- Будванска ривијера, у Црној Гори.
- Бугарска црноморска обала, позната као Бугарска ривијера, а раније као Црвена ривијера[6]
- Кавкаска ривијера, дио црноморске обале у подножју Кавкаских планина (Русија и Грузија)
- Јурмала код Риге у Летоније, раније позната као Балтичка ривијера
- Макарска ривијера, у Хрватској
- Словеначка обала, позната и као Словеначка ривијера

## Бивше
- Аустријска ривијера, ранији термин који је кориштен за приобаље Аустројског царства